# Насал
Насал — один из австронезийских языков юго-западной Суматры. Язык бесписьменный.

## Классификация
Anderbeck & Aprilani (2013) считают насал изолятом внутри малайско-полинезийской ветви. Смит (2017), тем не менее, включает язык в «суматранскую» подгруппу, наряду с другими северо-западными языками.

## Распространение
Суматра, провинция Бенгкулу, округ Каур, деревни Танджунг Бетуа, Менунг Билдинг и Танджунг Бару. Зона реки Насал.